# Zelenina

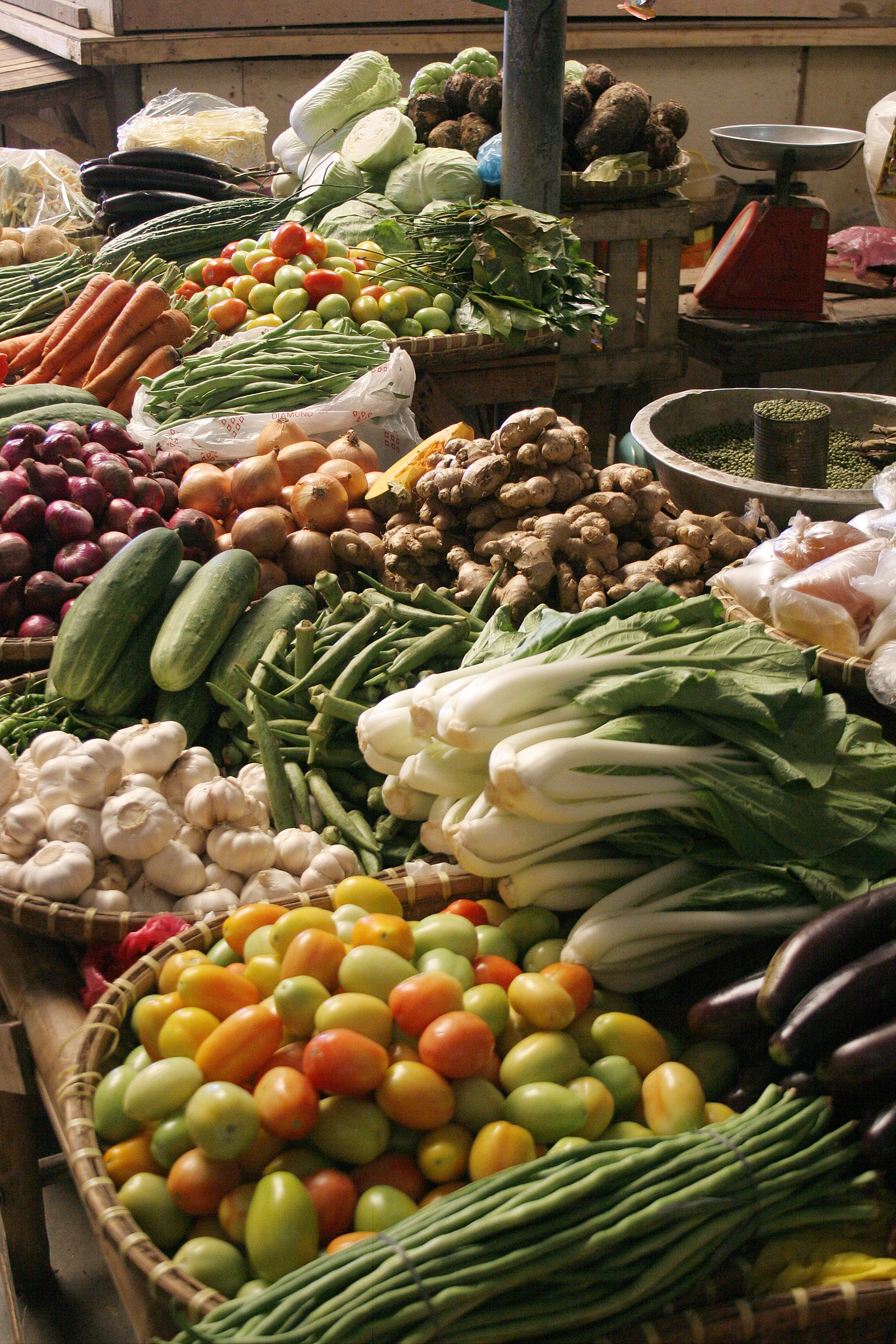
Zelenina na trhu (Filipíny)

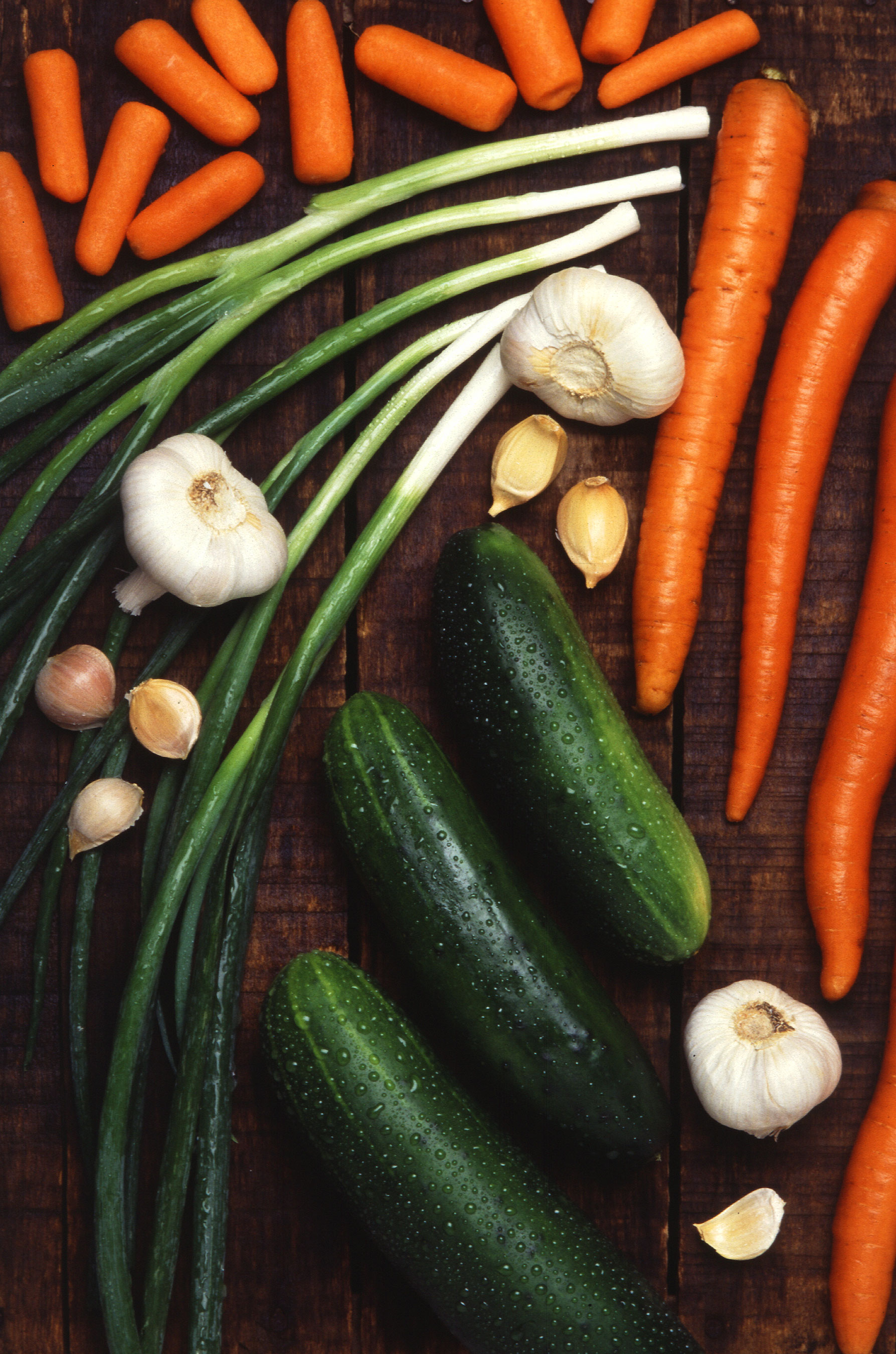
Druhy zeleniny

Zelenina je souhrnný název pro jedlé a většinou pěstované (kulturní) rostliny nebo jejich části, jež tvoří velkou část lidské i živočišné stravy. Jedí se syrové, smažené, dušené nebo vařené a jako samostatné jídlo, příloha nebo salát. Jsou chudé na kalorie a tuky, zato důležitým zdrojem vitamínů, minerálních látek, vlákniny a dalších prospěšných látek. Některé její druhy se využívají v gastronomii jako koření nebo ve fytoterapii jako léčivky. Cílené pěstování rostlin jako potravin začalo patrně mezi 10. až 7. tisíciletím př. n. l. a úsilím pěstitelů a šlechtitelů vznikly od té doby stovky kultivarů, jež se od původních „divokých“ druhů často velmi odlišují. Proto se i kuchyňské názvosloví často liší od vědeckého (botanického).

## Vymezení
Zelenina není vědecky nýbrž prakticky (gastronomicky) vymezený pojem a tak má i kulturně podmíněné hranice. V některých kulturách a mezi vegetariány se za zeleninu pokládají všechny jedlé rostliny a jejich části (kořeny, stvoly, listy, květy i plody a semena). V běžné české kuchyňské praxi se mezi zeleninu nepočítají obilniny, luštěniny a většina plodů a semen, včetně například ořechů. Dužnaté plody vytrvalých rostlin se většinou počítají mezi ovoce, u některých je to však předmět odborných sporů (například rajčata, melouny, tykve aj.), někdy se za ovoce pokládají jen plody sladké, kdežto například avokádo, paprika nebo rajče, ačkoli jsou to botanicky plody, se přesto považují za zeleninu.

## Dělení zeleniny
Zelenina se rozděluje do několika skupin. Některé se prolínají, takže tatáž plodina může být ve více skupinách.
- nejčastěji se dělí podle částí rostliny, pro které je především pěstována:
  - Plodová zelenina – tykvovité druhy jako okurky, melouny, lilek
  - Kořenová zelenina – mrkev, řepa, celer, tuřín, ředkvička, křen
  - Listová zelenina – salát, špenát
  - Lusková zelenina – hrách, fazole, čočka, sója
  - Cibulová zelenina – čeleď liliovitých, cibule, česnek, pórek
  - Košťálová zelenina – brukvovité druhy, zelí, kapusta, květák, brokolice
  - Kořeninová zelenina – řazená i podle názvu mezi koření, patří sem majoránka, kmín, kopr, fenykl

Existují i jiné možnosti, například palmové srdce je vegetační vrchol jedlých druhů palem.
- další skupiny
  - Víceletá zelenina
  - Mořská zelenina, upravené mořské řasy, jako jsou aonori, nori
  - Mikrozelenina -  mladé drobné rostlinky různých druhů rostlin, například řeřichy, rukoly, hrášku, brokolice či amarantu, které je možné konzumovat již po jednom až dvou týdnech od zasazení. Mikrozelenina je vhodná k pěstování v interiéru, například v květináčích na parapetu.

## Známé druhy zeleniny
| Název                       | Obrázek                     |                                                                          | Rostlina                     | Čeleď, Rod                  | Poznámka                                                   |
| --------------------------- | --------------------------- | ------------------------------------------------------------------------ | ---------------------------- | --------------------------- | ---------------------------------------------------------- |
| Artyčok                     | Artyčok                     | Kategorie „Globe artichoke“ na Wikimedia Commons                         | Artyčok zeleninový           | hvězdnicovité               |                                                            |
| Bambusové výhonky           | Bambusové výhonky           | Kategorie „Bamboo sprouts“ na Wikimedia Commons                          | Bambus                       | lipnicovité rod bambus      |                                                            |
| Brambory                    | Brambory                    | Kategorie „Potatoes“ na Wikimedia Commons                                | Lilek brambor                | lilkovité rod lilek         |                                                            |
| Brokolice                   | Brokolice                   | Kategorie „Broccoli“ na Wikimedia Commons                                | Brukev zelná var. italica    | brukvovité rod brukev       |                                                            |
| Celer                       | Celer                       | Kategorie „Celery“ na Wikimedia Commons                                  | Miřík celer                  | miříkovité rod miřík        | Rozlišujeme jako celer řapíkatý, bulvový, nebo listový.    |
| Cibule                      | Cibule                      | Kategorie „Allium cepa“ na Wikimedia Commons                             | Cibule kuchyňská             | amarylkovité rod česnek     |                                                            |
| Cuketa                      | Cuketa                      | Kategorie „Cucurbita pepo zucchini group“ na Wikimedia Commons           | Cuketa                       | tykvovité rod tykev         |                                                            |
| Čekanka                     | Čekanka                     | Kategorie „Chicory“ na Wikimedia Commons                                 | Čekanka listová              | hvězdnicovité rod čekanka   |                                                            |
| Černý kořen                 | Černý kořen                 | Kategorie „Scorzonera hispanica“ na Wikimedia Commons                    | Hadí mord španělský          | hvězdnicovité rod hadí mord |                                                            |
| Česnek                      | Česnek                      | Kategorie „Allium sativum“ na Wikimedia Commons                          | Česnek kuchyňský             | amarylkovité rod česnek     |                                                            |
| Dýně                        | Dýně                        | Kategorie „Pumpkins“ na Wikimedia Commons                                | Dýně                         | tykvovité                   |                                                            |
| Chřest lékařský (špargl)    | Chřest lékařský (špargl)    | Kategorie „Asparagus (vegetable)“ na Wikimedia Commons                   | Chřest lékařský              | chřestovité rod chřest      |                                                            |
| Kapusta (zelenina)          | Kapusta (zelenina)          | Kategorie „Brassica oleracea var. Gemmifera“ na Wikimedia Commons        | Brukev zelná var. Gemmifera  | brukvovité rod brukev       | Rozlišujeme jako Hlávková kapusta a jako Růžičková kapusta |
| Kedlubna (kedluben)         | Kedlubna (kedluben)         | Kategorie „Brassica oleracea var. Gongylodes“ na Wikimedia Commons       | Brukev zelná var. Gongylodes | brukvovité rod brukev       |                                                            |
| Křen                        | Křen                        | Kategorie „Armoracia rusticana“ na Wikimedia Commons                     | Křen selský                  | brukvovité rod křen         |                                                            |
| Květák (lidově též karfiol) | Květák (lidově též karfiol) | Kategorie „Brassica oleracea var. Botrytis“ na Wikimedia Commons         | Brukev zelná var. Botrytis   | brukvovité rod brukev       | lidově karfiol                                             |
| Lilek                       | Lilek                       | Kategorie „Solanum melongena“ na Wikimedia Commons                       | Lilek vejcoplodý             | lilkovité rod lilek         | jinak také baklažán nebo lidově patližán                   |
| Mrkev                       | Mrkev                       | Kategorie „Carrots“ na Wikimedia Commons                                 | Mrkev obecná                 | miříkovité rod mrkev        |                                                            |
| Okurka                      | Okurka                      | Kategorie „Cucumis sativus“ na Wikimedia Commons                         | Okurka setá                  | tykvovité rod okurka        |                                                            |
| Paprika                     | Paprika                     | Kategorie „Bell pepper“ na Wikimedia Commons                             | Paprika setá                 | lilkovité rod paprika       |                                                            |
| Pastinák                    | Pastinák                    | Kategorie „Pastinaca sativa“ na Wikimedia Commons                        | Pastinák setý                | miříkovité rod pastinák     |                                                            |
| Petržel                     | Petržel                     | Kategorie „Petroselinum crispum“ na Wikimedia Commons                    | Petržel                      | miříkovité rod petržel      |                                                            |
| Pažitka                     | Pažitka                     | Kategorie „Allium schoenoprasum“ na Wikimedia Commons                    | Pažitka pobřežní             | amarylkovité rod česnek     | lidově též šnitlink, šnitlík                               |
| Pórek                       | Pórek                       | Kategorie „Allium ampeloprasum“ na Wikimedia Commons                     | Pór zahradní                 | amarylkovité rod česnek     |                                                            |
| Rajče                       | Rajče                       | Kategorie „Solanum lycopersicum“ na Wikimedia Commons                    | Rajče jedlé                  | lilkovité                   |                                                            |
| Rebarbora                   | Rebarbora                   | Kategorie „Rhubarb“ na Wikimedia Commons                                 | Rebarbora                    | rdesnovité rod reveň        |                                                            |
| Ředkvička                   | Ředkvička                   | Kategorie „Raphanus sativus“ na Wikimedia Commons                        | Ředkev setá letní            | brukvovité rod ředkev       |                                                            |
| Řepa červená                | Řepa červená                | Kategorie „Beetroot“ na Wikimedia Commons                                | Řepa červená                 | laskavcovité rod řepa       |                                                            |
| Salát                       | Salát                       | Kategorie „Lactuca sativa“ na Wikimedia Commons                          | Locika setá                  | hvězdnicovité rod locika    |                                                            |
| Špenát                      | Špenát                      | Kategorie „Spinacia oleracea“ na Wikimedia Commons                       | Špenát                       | laskavcovité rod špenát     |                                                            |
| Tuřín                       | Tuřín                       | Kategorie „Brassica napus subsp. Rapifera“ na Wikimedia Commons          | Brukev řepka tuřín           | brukvovité rod brukev       |                                                            |
| Zelí hlávkové               | Zelí hlávkové               | Kategorie „Brassica oleracea var. capitata f. alba“ na Wikimedia Commons | Brukev zelná                 | brukvovité rod brukev       |                                                            |

## Pěstování zeleniny
Zelenina se ve starší době pěstovala téměř všude, kde žili usedlí lidé (zemědělci), zprvu jen kopaničářským způsobem pro vlastní potřebu v zahrádkách v rámci subsistenčního hospodaření. To v současnosti mizí i ve velmi chudých společnostech a nahrazuje je pěstování pro trh a směnu, zpravidla na větších plochách a s přísnou specializací. Velké pěstitelské podniky si mohou dovolit stále dokonalejší mechanizační prostředky, umělou zálivku a v nepříznivém klimatu kryté nebo i vytápěné skleníky. I když se v současných společnostech zelenina dováží prakticky z celého světa, místní pěstování znamená jednak úspory nákladů i škodlivin, jednak čerstvé plodiny, uzrálé na poli. Současná vlna zájmu o vegetariánskou a veganskou stravu tyto přednosti vysoko cení.

### Největší pěstitelé (2010)
| Země          | Plocha (ha) | Výnos (lb/akr) | Produkce (tisíce t) |
| ------------- | ----------- | -------------- | ------------------- |
| Čína          | 23,458      | 230            | 539,993             |
| Indie         | 7,256       | 138            | 100,045             |
| Spojené státy | 1,120       | 318            | 35,609              |
| Turecko       | 1,090       | 238            | 25,901              |
| Írán          | 767         | 261            | 19,995              |
| Egypt         | 755         | 251            | 19,487              |
| Itálie        | 537         | 265            | 14,201              |
| Rusko         | 759         | 175            | 13,283              |
| Španělsko     | 348         | 364            | 12,679              |
| Mexiko        | 681         | 184            | 12,515              |
| Nigérie       | 1844        | 64             | 11,830              |
| Brazílie      | 500         | 225            | 11,233              |
| Japonsko      | 407         | 264            | 10,746              |
| Indonésie     | 1082        | 90             | 9,780               |
| Jižní Korea   | 268         | 364            | 9,757               |
| Vietnam       | 818         | 110            | 8,976               |
| Ukraina       | 551         | 162            | 8,911               |
| Uzbekistan    | 220         | 342            | 7,529               |
| Filipíny      | 718         | 88             | 6,299               |
| Francie       | 245         | 227            | 5,572               |
| Svět          | 55,598      | 188            | 1,044,380           |

## Skladování, konzervace
Většina druhů zeleniny je sezónních a sklízí se jednou nebo dvakrát do roka. Protože zelenina tvoří tak významnou část lidské stravy, bylo od začátku třeba zajistit její skladování, případně konzervaci. Obilí a luštěniny se sušily na poli a uchovávají suché, v nejstarších zemědělských kulturách v obilní jámě, později v sýpkách a v průmyslových silech.
- Sušení je patrně nejstarší způsob uchovávání zeleniny i ovoce a ořechů. Sušilo se nejčastěji na slunci, případně i v průvanu pod střechou. Sušené potraviny bylo třeba chránit před hlodavci i červy.
- Krechtováním v krytých jamách se uchovávaly brambory a kořenová zelenina v čerstvém stavu, menší množství zeleniny v bednách s vlhkým pískem.
- Také nakládáním se zelenina i ovoce uchovává v čerstvém stavu, ve slaném, kyselém nebo sladkém nálevu, musí se však chránit proti hnilobě i plísním v chladu (ve sklepě).
- Určitou míru konzervace může zajistit i kvašení (okurky, kysané zelí a pod.)
- Zavařování je tepelná sterilizace ovoce i zeleniny, která se však musí chránit proti plísním chemickými přísadami nebo vzduchotěsným uzávěrem ve sklenici nebo v plechovce. Nejstarší forma zavařování je patrně výroba ovocných povidel, které chrání hustá konzistence, případně konzervační prostředky.
- Chlazení a mražení se až do 19. století dělalo ve sklepích a jeskyních přírodním ledem nebo studenou vodou ve studni. Teprve ve 20. století se rozšířily elektrické domácí chladničky a mraznice, v současnosti patrně nejběžnější forma konzervace zeleniny a ovoce v čerstvém stavu.

## Zdraví
Konzumace zeleniny je důležitá ve vyvážené stravě a pomáhá předcházet mnoha zdravotním problémům, dle výzkumů však např. nesnižuje riziko kardiovaskulárních onemocnění. Složení zeleniny se mění. Objevují se v ní i mikroplasty.